# Outfielder

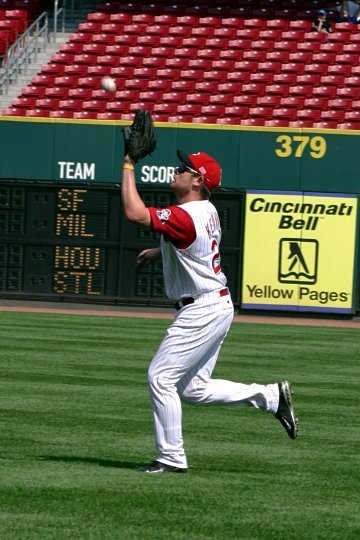
Austin Kearns beim Fangen eines Fly-Balls

Unter einem Outfielder (von engl.: outfield, etwa Außenfeld) versteht man im Baseball und Softball die drei Defensivpositionen, die am Weitesten vom Schlagmann entfernt sind. Man unterscheidet (aus Sicht des Schlagmannes) zwischen dem Left Fielder, dem Center Fielder und dem Right Fielder. Hauptaufgabe der Outfielder ist das Abfangen langer Flugbälle, bevor diese auf dem Boden auftreffen (ein sog. Fly Out) und das Zurückwerfen aller Bälle aus dem Outfield ins Infield.
Bekannte Outfielder im Major League Baseball All-Century Team sind Hank Aaron, Ty Cobb, Joe DiMaggio, Mickey Mantle, Willie Mays, Stan Musial, Pete Rose, Babe Ruth und Ted Williams.

## Left Fielder
Der Left Fielder spielt auf der linken Seite des Outfields. In der offiziellen Baseballnotation ist er die „Nummer 7“. Der Left field ist die auf dem Papier am wenigsten anspruchsvolle Outfield-Position, da weder die vom Right Fielder verlangte Wurfkraft noch die vom Center Fielder erforderte Schnelligkeit benötigt wird. Die angebliche Anspruchslosigkeit der Left-Field-Position ist sprichwörtlich: im Englischen gilt ein Erfolg, der sehr unerwartet kommt, als „aus dem Left Field kommend“ („out of left field“). Trotzdem ist ein solider Leftfielder deswegen wichtig, da viele Batter im Baseball rechtshändig sind und daher viele Bälle ins Left Field kommen. Zudem sichert er nach hinten die dritte Base ab.

## Center Fielder
Der Center Fielder spielt zentral im Outfield. In der offiziellen Baseballnotation ist er die „Nummer 8“. Ein Center Fielder ist oft der schnellste und ausdauerndste Outfielder, da er die längsten Wege zurückzulegen hat und gegebenenfalls die anderen Outfielder unterstützen muss. Der Center Fielder trägt im Outfield die meiste Verantwortung und kann, sofern er der Meinung ist, einen Ball zu fangen, den anderen Outfieldern befehlen, sich vom Ball zu entfernen. Zudem deckt er die zweite Base ab, um eventuell durchgelassene Bälle vom Catcher auf den Second Baseman abzufangen. Wegen ihrer Schnelligkeit werden Center Fielder in der Offensive oft als spurtstarke Base-Runner eingesetzt und schlagen oftmals in der Lead-Off-Position, d. h. als erster Schlagmann der Schlagreihenfolge.

## Right Fielder
Der Right Fielder spielt auf der rechten Seite des Outfields. In der offiziellen Baseballnotation ist er die „Nummer 9“. Ein Right Fielder hat meist den stärksten Wurfarm, um den langen Wurf zur dritten Base zu machen. Zudem deckt ein Right Fielder die Erste Base nach hinten ab. Ein Right Fielder hat meist weniger Defensivaktionen als seine beiden Outfield-Kollegen, da im Baseball viele Batter rechtshändig sind und die Bälle meist ins Left Field oder ins Center Field schlagen. Daher steht das Right Field vor allem im Amateurbereich im Ruf, ein geeigneter Standort für schwächere Teammitglieder zu sein, die dort weniger Schaden anrichten können als auf anderen Positionen.

Position des Left Fielders
Position des Center Fielders
Position des Right Fielders